# Metal Magic
Metal Magic debitantski je studijski album američkog heavy metal sastava Pantera. Panterina diskografska kuća Metal Magic Records objavila ga je 10. lipnja 1983.

## O albumu
Kao što je slučaj i sa sljedećim trima izdanjima, Metal Magic u žanrovskom smislu pripada glam/heavy metalu, stilu koji je grupa svirala pod utjecajem Kissa i Van Halena; skupina se objavom albuma Cowboys from Hell 1990. okrenula groove metalu kojim je stekla popularnost. Producent Metal Magica je Jerry Abbott (pod pseudonimom "The Eldn'"), autor country pjesama i otac Dimebaga Darrella i Vinnieja Paula, koji su u vrijeme objave poimence imali šesnaest i devetnaest godina.

## Popis pjesama
| 1. | »Ride My Rocket«         | V. Abbott, D. Abbott           | 4:55 |
| 2. | »I'll Be Alright«        | V. Abbott, D. Abbott           | 3:13 |
| 3. | »Tell Me If You Want It« | T. Glaze                       | 3:44 |
| 4. | »Latest Lover«           | V. Abbott, D. Abbott, T. Glaze | 2:54 |
| 5. | »Biggest Part of Me«     | T. Glaze                       | 3:32 |

| B-strana | B-strana                     | B-strana             | B-strana | B-strana | B-strana | B-strana | B-strana | B-strana | B-strana |
| Br.      | Skladba                      | Autor                | Trajanje |          |          |          |          |          |          |
| -------- | ---------------------------- | -------------------- | -------- | -------- | -------- | -------- | -------- | -------- | -------- |
| 6.       | »Metal Magic«                | V. Abbott, D. Abbott | 4:17     |          |          |          |          |          |          |
| 7.       | »Widowmaker«                 | V. Abbott, D. Abbott | 3:03     |          |          |          |          |          |          |
| 8.       | »Nothin' On (but the Radio)« | T. Glaze             | 3:30     |          |          |          |          |          |          |
| 9.       | »Sad Lover«                  | V. Abbott, D. Abbott | 3:27     |          |          |          |          |          |          |
| 10.      | »Rock Out!«                  | T. Glaze             | 5:45     |          |          |          |          |          |          |
| 38:20    |                              |                      |          |          |          |          |          |          |          |

## Recenzije
U retrospektivnoj recenziji za AllMusic Eduardo Rivadavia dao je Metal Magicu jednu i pol zvjezdicu od njih pet. Opisao ga je "preprosječnim neuspjesima u hard rocku i metalu" i izjavio da su jedine dvije obećavajuće pjesme "I'll Be Alright" i "Widowmaker". Osim toga, zaključio je da je i u to rano vrijeme skupine njezin "najbolji dio" bio gitarist Diamond Darrell.

## Zasluge
| Pantera - Terry Glaze – vokali - Darrell Abbott – gitara - Rex Rocker – bas-gitara - Vince Abbott – bubnjevi | Ostalo osoblje - Jerry Abbott – produkcija, snimanje, miksanje - M.C. Rather – masteriranje - Claudio Branch – fotografija - Danny Leatherman – naslovnica |